# Oswald Ducrot
Oswald Ducrot (27 de noviembre de 1930 - 8 de junio de 2024) fue un lingüista francés. Fue profesor e investigador adjunto en el CNRS. Fue profesor (directeur d'études) en la Ecole des Hautes Etudes en Sciences Sociales (EHESS) en París.
Fue autor de un gran número de trabajos de lingüística, sobre todo acerca del concepto de la enunciación, postulado por Emile Benveniste. Asimismo, desarrolló una teoría de la argumentación en el lenguaje con Jean-Claude Anscombre.